# Les vêpres siciliennes

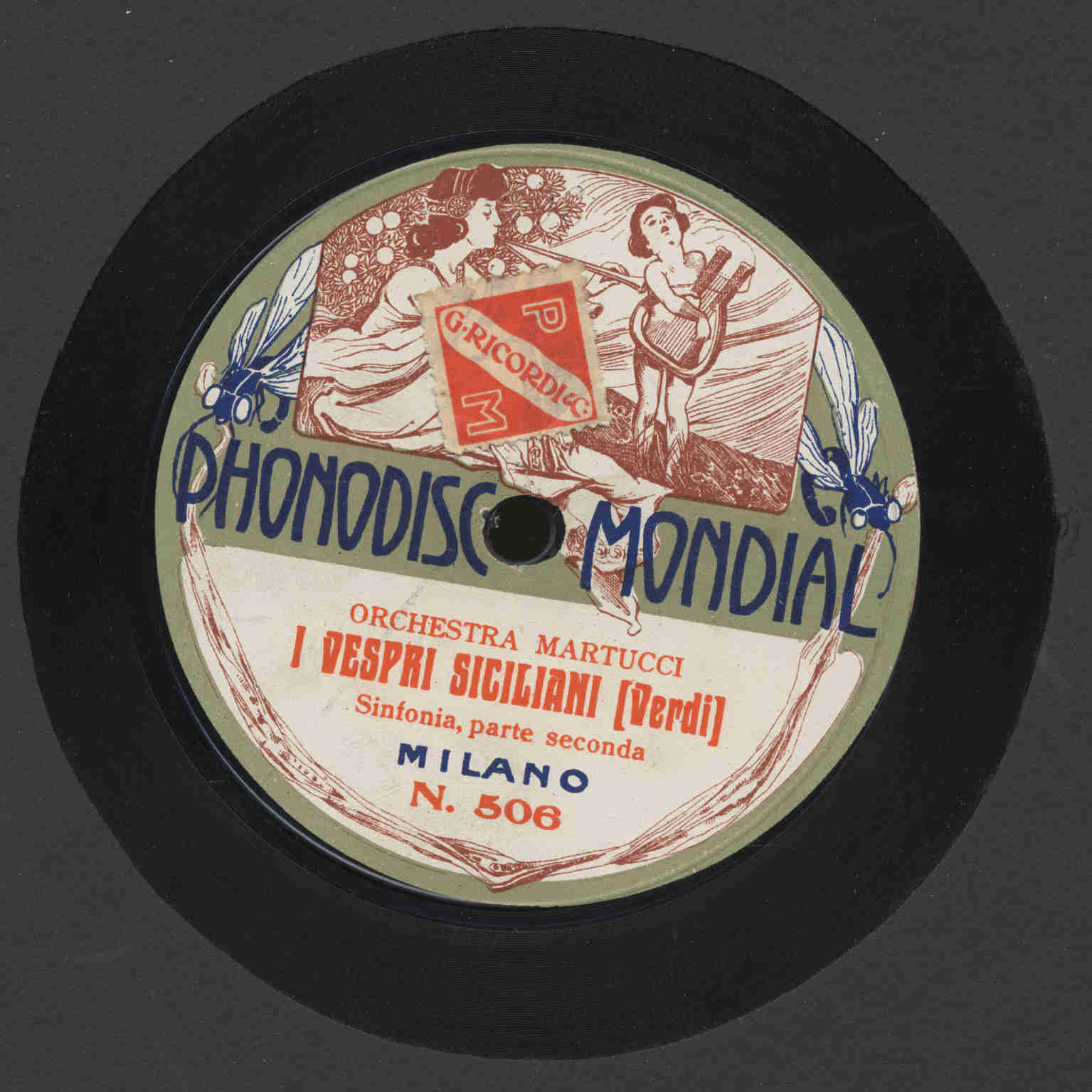
Afbeelding van een 78 toerenplaat van Giuseppe Verdi's I vespri siciliani, opgenomen door Phonodisc Mondial.

Les vêpres siciliennes (de Siciliaanse Vespers) is een opera in vijf bedrijven van de Italiaanse componist Giuseppe Verdi op een Frans libretto van Charles Duveyrier en Eugène Scribe naar hun werk Le duc d'Albe. Het is gebaseerd op een historische gebeurtenis, de Siciliaanse Vespers uit 1282. De première vond plaats in de Opéra van Parijs op 13 juni 1855.
Evenals Verdi's opera Don Carlos, die ook is gebaseerd op een Frans libretto, werd al snel een Italiaanse versie van deze opera gemaakt. De opera wordt in het Italiaans vrijwel altijd uitgevoerd onder de titel I vespri siciliani.
De Italiaanse versie werd voor het eerst uitgevoerd in het Teatro Regio in Parma op 26 december 1855 onder de titel Giovanna de Guzman op een Italiaans libretto van Eugenio Caimi.

## Rolverdeling
- Guy de Montfort, Gouverneur van Sicilië onder Charles d'Anjou, Koning van Napels - bariton
- Le Sire de Béthune, een Franse officier - bas
- De graaf van Vaudemont, een Franse officier - bas
- Henri, een jonge Siciliaan - tenor
- Jean Procida, een Siciliaanse dokter - bas
- De hertogin Hélène, zuster van hertog Frederick van Oostenrijk - sopraan
- Ninetta, haar dienstmaagd - alt
- Daniéli, haar bediende - tenor
- Thibault, een Franse soldaat - tenor
- Robert, een Franse soldaat - bariton
- Mainfroid, een Siciliaan, aanhanger van Procida - tenor

## Belangrijke aria's
- '"Viens à nous, Dieu tutélaire" (Deh! tu calma, o Dio possente) - Hélène in het eerste bedrijf
- "Dans l'ombre et le silence" (Nell'ombra e nel silenzio)  - Jean Procida in het tweede bedrijf
- "Et toi, Palerme" (O tu Palermo)  - Jean Procida in het tweede bedrijf
- "Au sein de la puissance" (In braccio alle dovizie)  - Guy de Montfort in het derde bedrijf, scène 1
- "O jour de peine" (Giorno di pianto)  - Henri in het vierde bedrijf
- "La brise souffle au loin" (La brezza aleggia intorno)  - Henri in in het vijfde bedrijf
- "Merci, jeunes amies" (Mercé, dilette amiche)  - Hélène in in het vijfde bedrijf

## Geselecteerde opnamen
| Jaar | Rolverdeling (Elena, Arrigo, Montforte, Procida)                  | dirigent, operagezelschap en orkest                         | Label                              | Versie                         |
| ---- | ----------------------------------------------------------------- | ----------------------------------------------------------- | ---------------------------------- | ------------------------------ |
| 1974 | Martina Arroyo Plácido Domingo Sherrill Milnes Ruggero Raimondi   | James Levine, New Philharmonia Orchestra, John Alldis Choir | Audio CD: Victor Red Seal Cat:     | I vespri siciliani (Italiaans) |
| 1975 | Montserrat Caballé Plácido Domingo Franco Bordoni Justino Diaz    | Eve Queler, koor en orkest van het Teatro del Liceo         | Audio CD: MRF Records Cat: MRF-128 | I vespri siciliani (Italiaans) |
| 1990 | Cheryl Studer Chris Merritt Giorgio Zancanaro Ferrucio Furlanetto | Riccardo Muti, koor en orkest van het Teatro alla Scala     | Audio CD: EMI Cat: CDS 7 54043-2   | I vespri siciliani (Italiaans) |

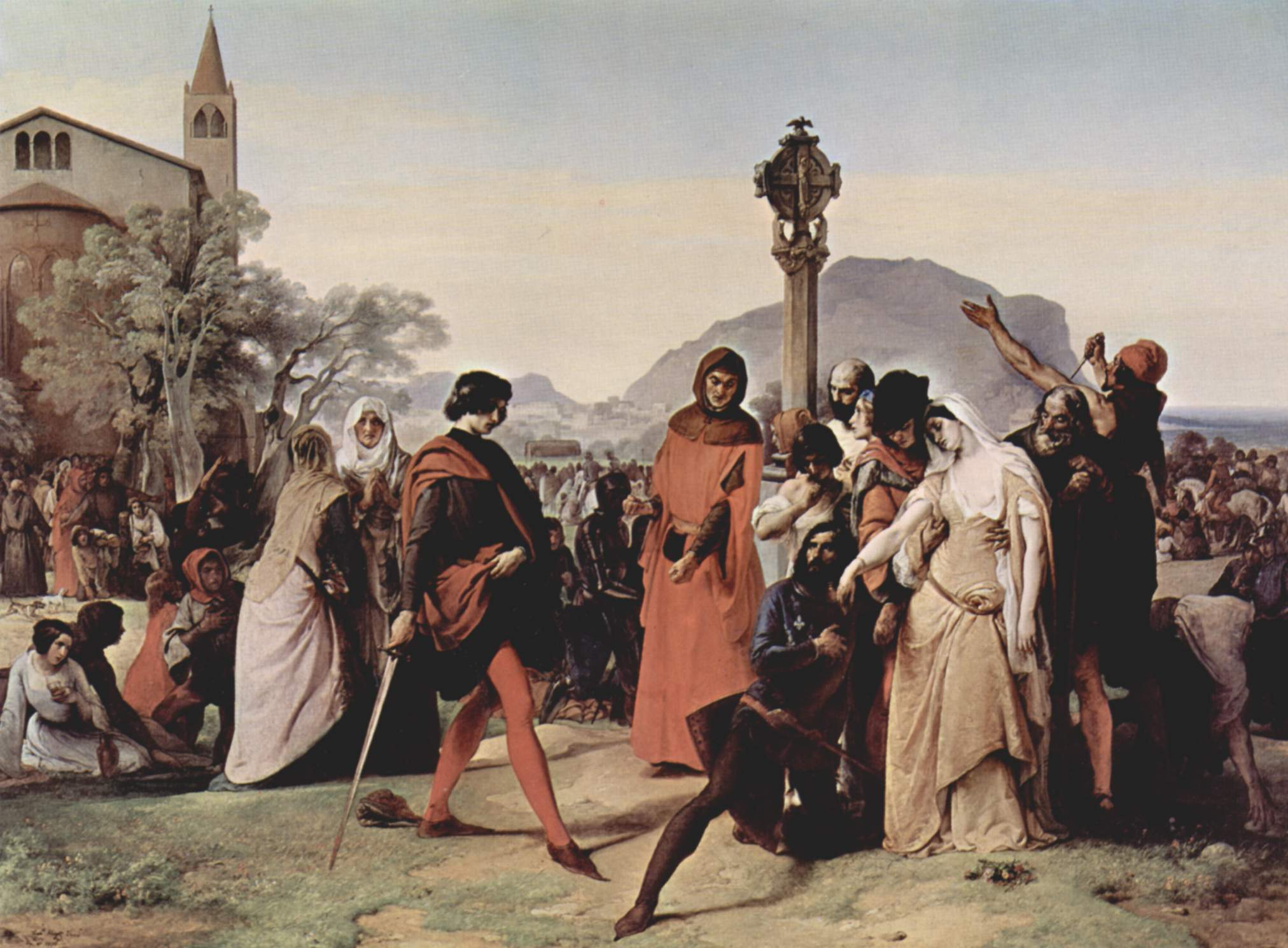
Siciliaanse Vespers (1846), door Francesco Hayez

Noot: "Cat:" is een afkorting voor catalogusnummer van het label; "ASIN" is een referentienummer van amazon.com.